# Campynemataceae
Campynemataceae é o nome botânico de uma família de plantas com flor.
O sistema APG II, de 2003, reconhece esta família e coloca-a na ordem Liliales. Consiste em 3 ou 4 espécies, em dois géneros de herbáceas perenes, nativas da Nova Caledónia e Tasmânia.

## Géneros
- Campynema
- Campynemantha